# Селард (Біхор)
Селард (рум. Sălard) — село у повіті Біхор в Румунії. Адміністративний центр комуни Селард.
Село розташоване на відстані 441 км на північний захід від Бухареста, 18 км на північний схід від Ораді, 128 км на північний захід від Клуж-Напоки.

## Населення
За даними перепису населення 2002 року у селі проживали 2853 особи.
Національний склад населення села:
| Національність | Кількість осіб | Відсоток |
| -------------- | -------------- | -------- |
| угорці         | 1585           | 55,6%    |
| румуни         | 966            | 33,9%    |
| цигани         | 290            | 10,2%    |

Рідною мовою назвали:
| Мова      | Кількість осіб | Відсоток |
| --------- | -------------- | -------- |
| угорська  | 1870           | 65,5%    |
| румунська | 953            | 33,4%    |
| циганська | 20             | 0,7%     |